# 埃泰尔诺
埃泰尔诺（法語：Éternoz，法語發音：[etɛʁno]）是法国杜省的一个市镇，属于贝桑松区。

## 地理
埃泰尔诺（47°0'26"N, 6°1'46"E）面积29.26 平方千米，位于法国勃艮第-弗朗什-孔泰大區杜省，该省份为法国东部内陆省份，北起上索恩省，西接汝拉省，东部及东南部与瑞士接壤，东北部与贝尔福地区省接壤。
与埃泰尔诺接壤的市镇（或旧市镇、城区）包括：蒙马乌、米永、楠苏圣安娜、代塞尔维莱尔。

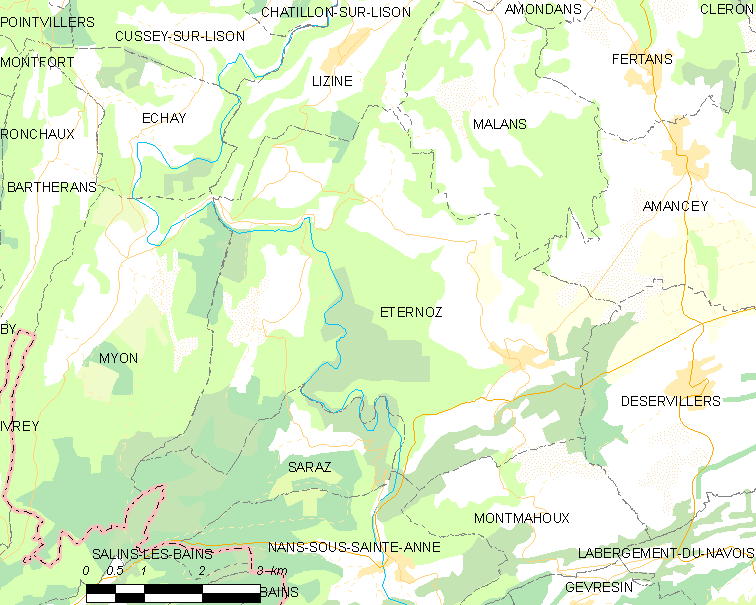
埃泰尔诺的OSM定位图

埃泰尔诺的时区为UTC+01:00、UTC+02:00（夏令时）。

## 行政
埃泰尔诺的邮政编码为25330，INSEE市镇编码为25223。

## 政治
埃泰尔诺所属的省级选区为奥尔南县。

## 人口

1962-2008年间埃泰尔诺人口变化图示

埃泰尔诺于2022年1月1日时的人口数量为325人。